# 邦·托莫級巡防艦
邦·托莫級護衛艦（英語：Bung Tomo-class corvette），為印度尼西亞海軍的護衛艦，與馬來西亞皇家海軍萊吉爾級為同系列艦艇，原為汶萊皇家海軍訂購，稱為納哈達·羅根級護衛艦（英語：Nakhoda Ragam-class corvette），後因故未接收並於2012年由印尼接手。

## 圖庫

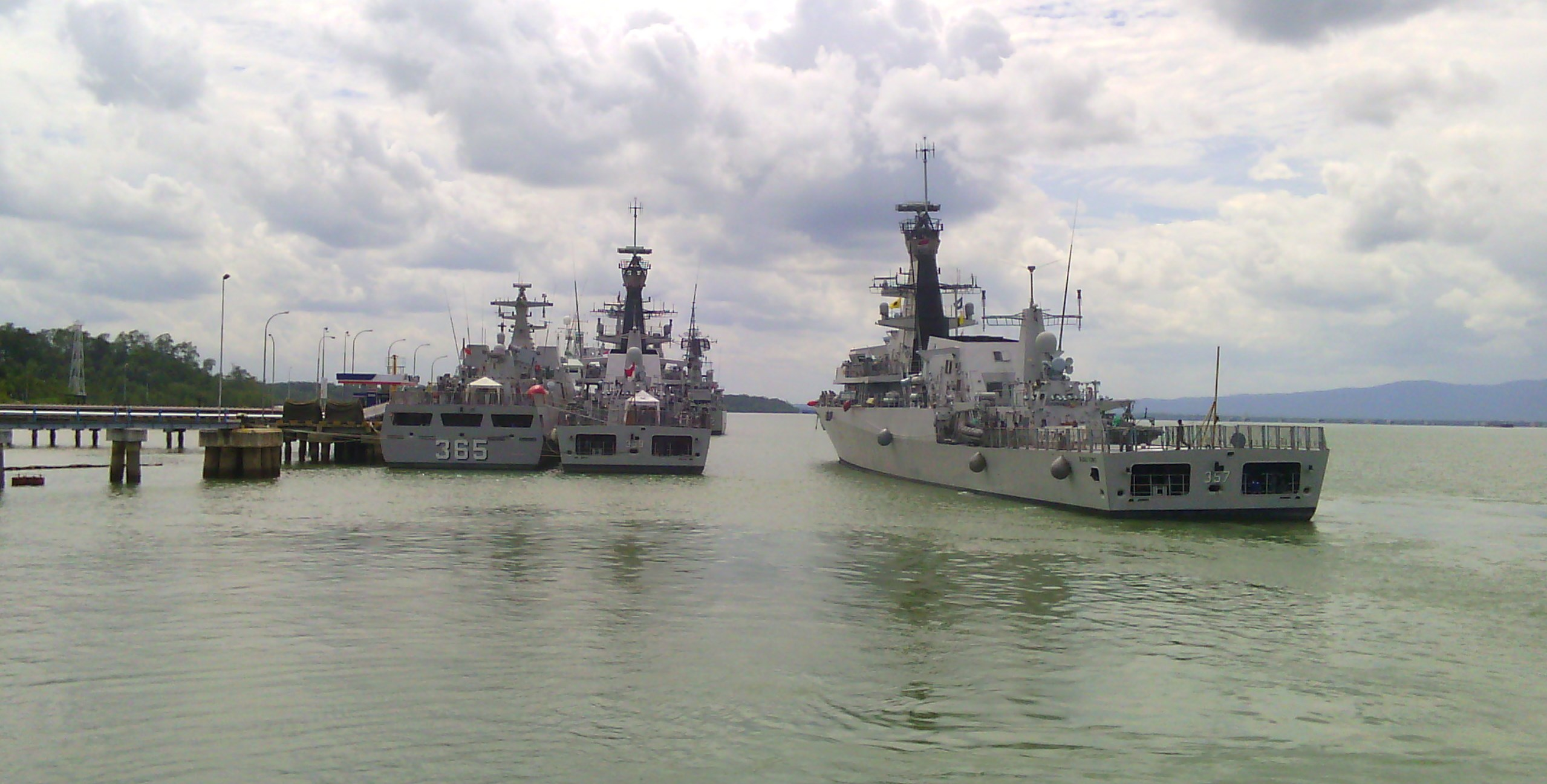

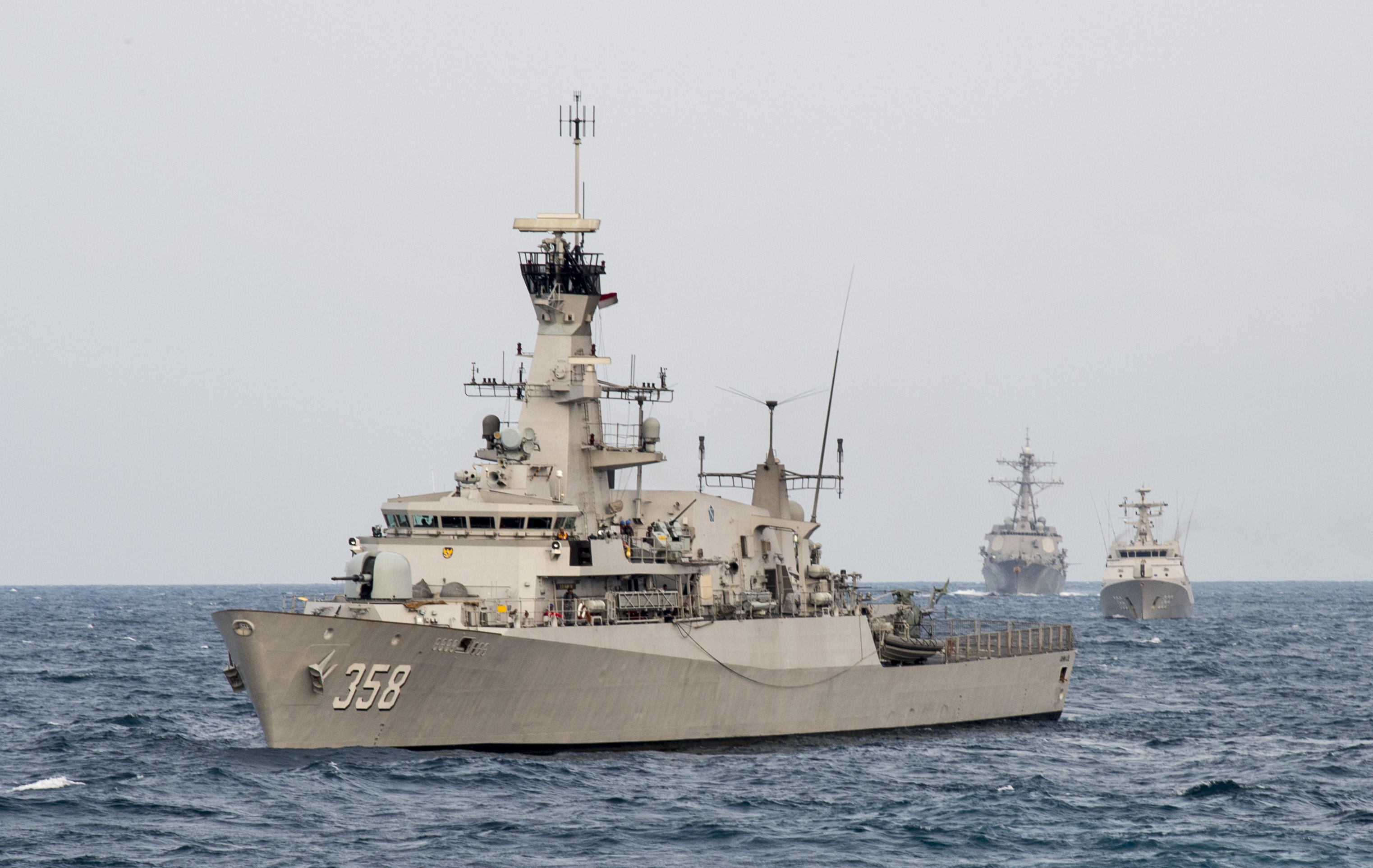
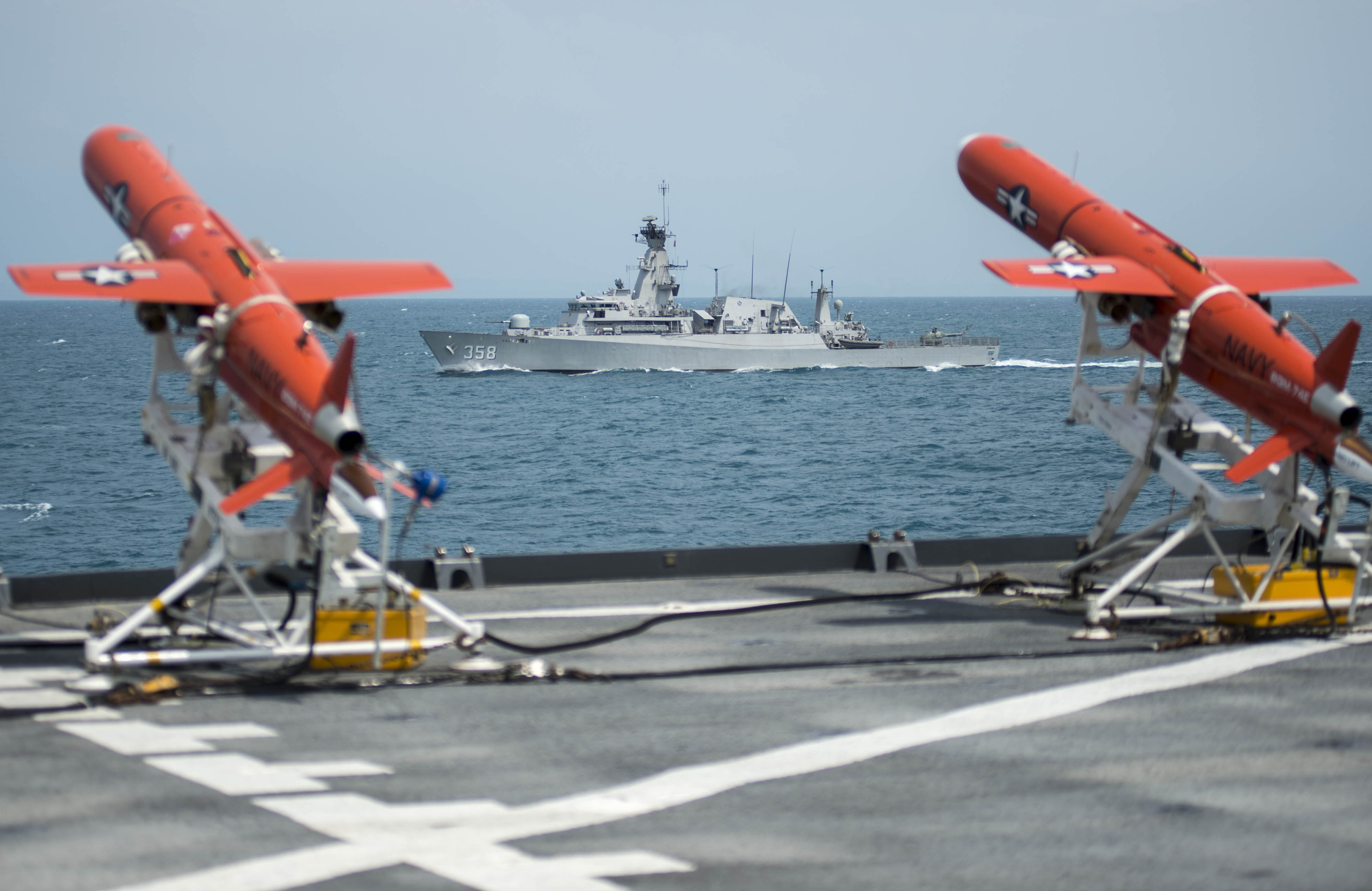

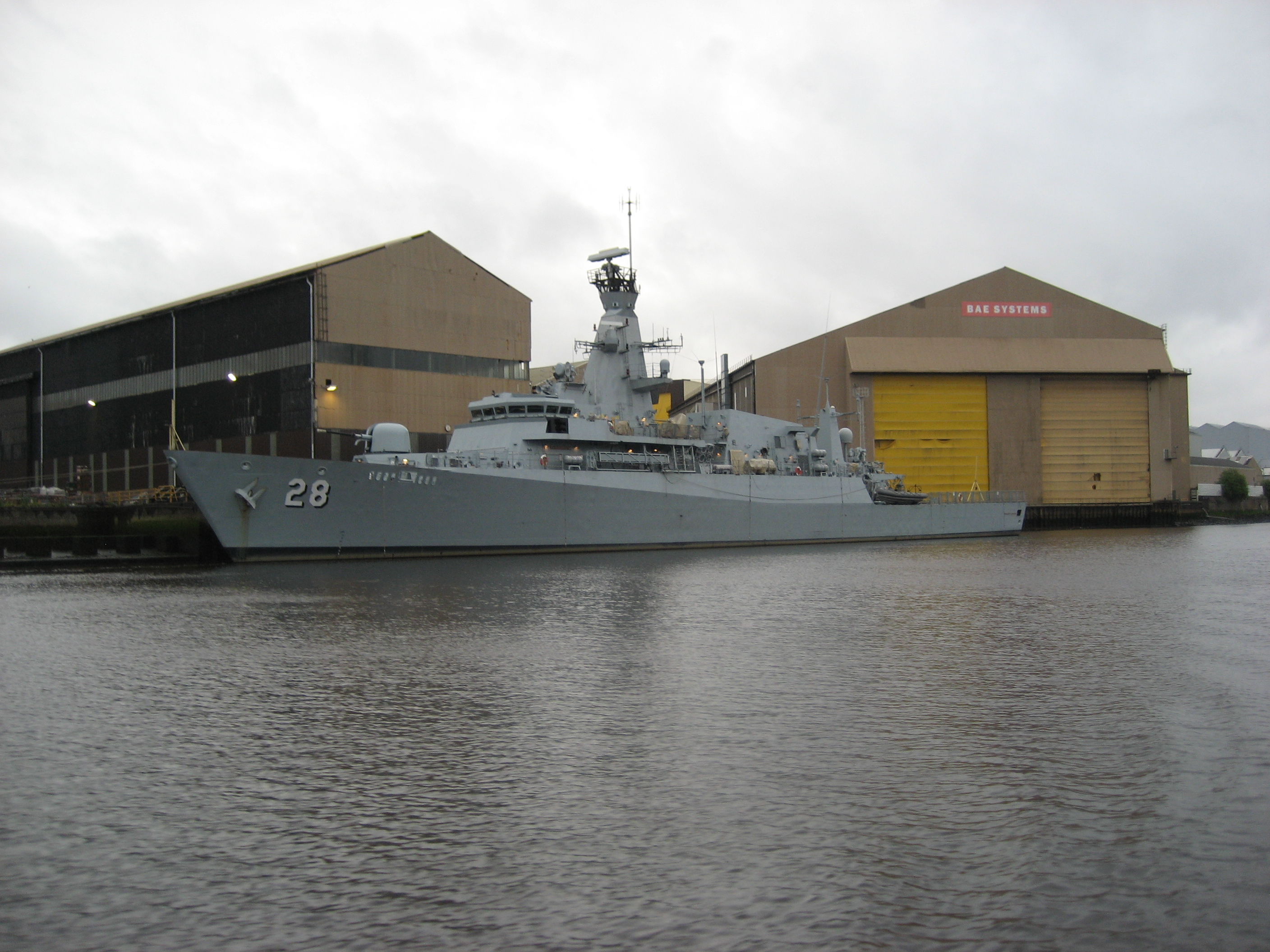

357（30）
358（29）
359（28）

### 相關
- 印度尼西亞軍事
- 印度尼西亞海軍
- 萊吉爾級巡防艦 马来西亚

### 東協新世代巡防艦
- 拉登·艾迪·瑪爾塔迪納塔級巡防艦 印度尼西亞
- 江喜陀級巡防艦 緬甸
- 馬哈拉惹里拉級巡防艦 马来西亚
- 何塞·黎剎級巡防艦 菲律賓
- 可畏級巡防艦 新加坡
- 蒲美蓬·阿杜德級巡防艦 泰國
- 獵豹級巡防艦 越南

## 資料來源
1. ↑  . Maritime News. 2001-10-01  [2009-02-28]. （原始内容存档于2013-01-28）.
2. ↑  . Naval Technology.   [2009-02-28]. （原始内容存档于2021-04-11）.
3. ↑  Ridzwan Rahmat. . www.janes.com.   [March 16, 2015]. （原始内容存档于November 10, 2014）.
4. ↑  汶來採購巡邏艦始末（1994~2010） （页面存档备份，存于）mdc
5. ↑  . Clydebuilt Database.   [8 February 2016]. （原始内容存档于2019-04-24）.
6. 1 2  Ridzwan Rahmat. . www.janes.com. Jane's Information Group. 23 July 2014  [25 July 2014]. （原始内容存档于2014-12-26）.
7. ↑  . Clydebuilt Database.   [8 February 2016]. （原始内容存档于2019-04-24）.
8. ↑  . Clydebuilt Database.   [8 February 2016]. （原始内容存档于2019-04-24）.

## 外部連結
- Nakhoda Ragam Class Corvette (Naval Technology) （页面存档备份，存于）
- Clydebuilt ships Picture
- Story by ocnus.net （页面存档备份，存于）
- . Global Security.   [2011-07-21]. （原始内容存档于2020-05-13）.